# Otto Schwabach

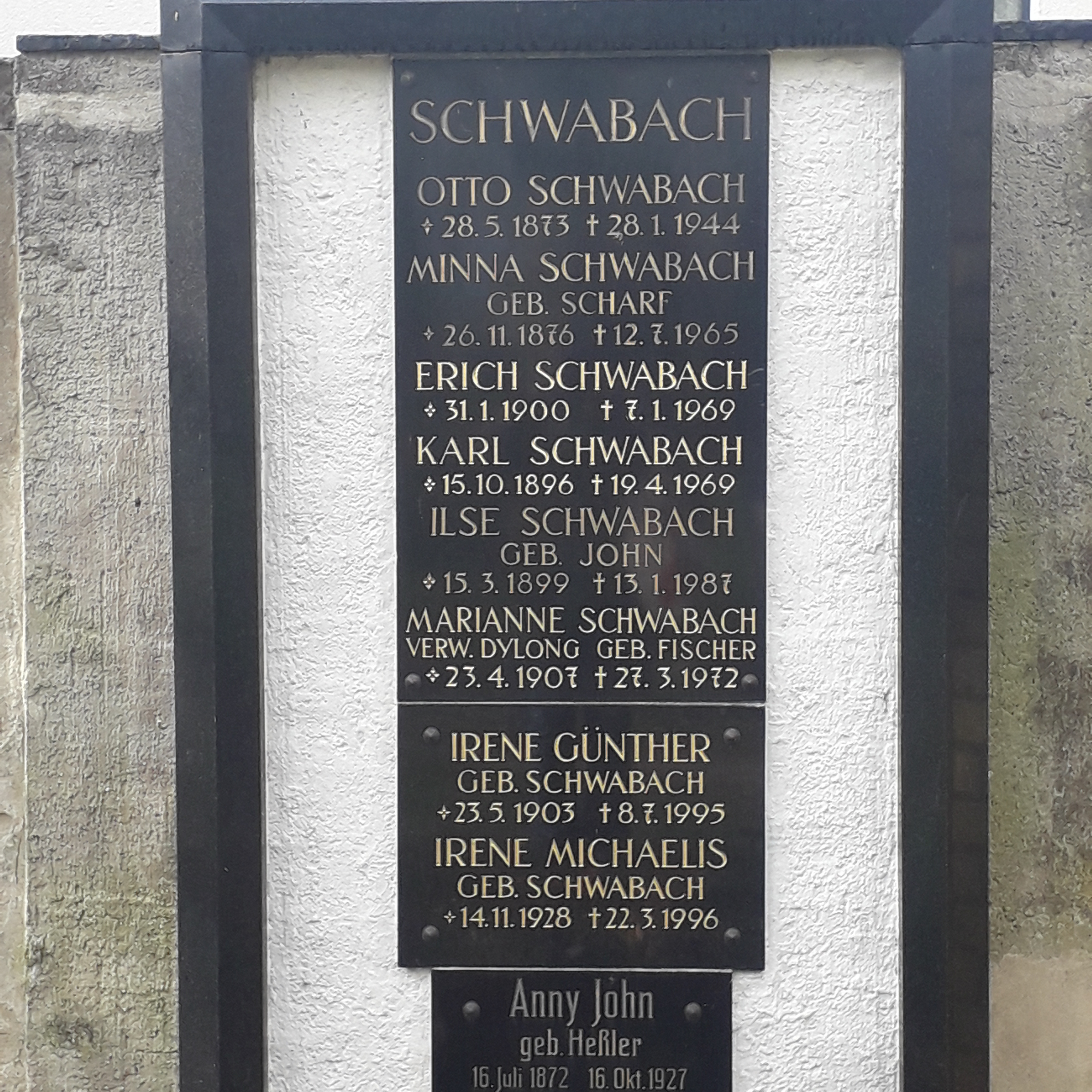
Grabstelle der Familie Otto Schwabach auf dem Friedhof Gohlis

Carl August Otto Schwabach (geboren am 28. Mai 1873 in Leipzig; gestorben am 28. Januar 1944) war ein deutscher Bauunternehmer und Vorsitzender des Reichsverbandes für das Steinsetz-, Pflasterer- und Straßenbaugewerbe mit Sitz in Leipzig. Daneben war er im Vorstand des Landesausschusses des Sächsischen Handwerks und im Vorstand der Leipziger Ortskrankenkasse.

## Leben und Firmengeschichte
Otto Schwabach war Steinsetzmeister. Er übernahm mit 24 Jahren als selbstständiger Handwerksmeister den väterlichen Straßenbaubetrieb und baute ihn zu einem leistungsfähigen Unternehmen aus.
1904 wurde er zum Obermeister und Vorsitzenden der 1899 gegründeten Steinsetzerinnung zu Leipzig gewählt.
Im November 1919 ließ er als Steinsetzobermeister seine Firma Otto Schwabach Steinsetzmeister in Leipzig(-Gohlis) in das Handelsregister beim Amtsgericht Leipzig eintragen. Ebenso wie Max Pommer und Eduard Steyer hatte Schwabach einen bedeutenden Beitrag zur baulichen und industriellen Entwicklung  von Leipzig geleistet. Er war auch im Eisenbahnbau und Erd- und Tiefbau tätig. Sein Firmensitz war in der Landsberger Straße 32.
Zu Jahresbeginn 1937 trat er als Inhaber seiner Firma zurück und legte diese in die Hände seiner Söhne Karl und Erich Schwabach. Danach war er u. a. im Aufsichtsrat der Leipziger Handels- und Verkehrsbank Aktiengesellschaft vertreten. Er starb im letzten Kriegsjahr 1944. Sein Grab befindet sich auf dem Friedhof Gohlis in Leipzig.

## Vermächtnis
Noch während des Zweiten Weltkrieges wurde durch die Arbeitsgemeinschaft Weißflog KG/Otto Schwabach die Trümmerbahnen im Leipziger Süden angelegt und bis zu ihrer Enteignung 1946 betrieben. Zumindest seit 1949 firmierte seine frühere Firma unter Otto Schwabach GmbH laut Leipziger Adressbücher.
Ab 1955 wurde sein früheres Unternehmen laut Handelsregisterauszug eine Kommandit-Gesellschaft. Die Otto Schwabach KG wurde in einer Arbeitsgemeinschaft zusammengeschlossen, ehe das Unternehmen 1972 schließlich ganz in Volkseigentum überführt und mit den Unternehmen Pommer Spezialbetonbau, Eduard Steyer, Richter und Berger zum VEB Ingenieurbau Leipzig zusammengeschlossen wurde, das fortan als Verkehrs- und Tiefbaukombinat firmierte.
In der Leipziger Denkmalliste befindet sich die Villa Flemming, deren zugehöriges bossiertes Hofpflaster 1914 von Otto Schwabach gelegt wurde.
Schwabach wurde deutschlandweit vor allem als Vorsitzender des Reichsverbandes für das Steinsetz-, Pflasterer- und Straßenbaugewerbe bekannt, in dessen Eigenschaft er an zahlreichen öffentlichen Veranstaltungen wie den Allgemeinen Deutschen Steinsetzertagen teilnahm und maßgeblich am Zustandekommen des Reichs-Tarifvertrages für Steinsetz-, Pflasterer-, Steinschlag- und Straßenbauarbeiten vom 21. März 1931 beteiligt gewesen ist.
Daneben war Schwabach in seiner Jugend aktiver Radrennfahrer, über 30 Jahre Vereinsvorsitzender des Leipziger Radfahrer-Vereins „Teutonia“ und 2. Vorsitzender des Flugplatzvereins Lindenthal-Leipzig.